# A Billboard Hot 100 listavezetői 2010-ben
A Billboard Hot 100 lista rangsorolja az Amerikában legjobban teljesítő kislemezeket.A digitális és fizikális eladások, illetve a rádiós teljesítmény alapján készült listát a Billboard magazin teszi közzé hetente.

## 2010 listavezetői
|  | 2010 legjobban teljesítő kislemeze |

| Dátum          | Dal                  | Előadó(k)                                               | Hivatkozás(ok) |
| -------------- | -------------------- | ------------------------------------------------------- | -------------- |
| Január 2.      | Tik Tok              | Kesha                                                   | [ 1 ]          |
| Január 9.      | Tik Tok              | Kesha                                                   | [ 2 ]          |
| Január 16.     | Tik Tok              | Kesha                                                   | [ 3 ]          |
| Január 23.     | Tik Tok              | Kesha                                                   | [ 4 ]          |
| Január 30.     | Tik Tok              | Kesha                                                   | [ 5 ]          |
| Február 6.     | Tik Tok              | Kesha                                                   | [ 6 ]          |
| Február 13.    | Tik Tok              | Kesha                                                   | [ 7 ]          |
| Február 20.    | Tik Tok              | Kesha                                                   | [ 8 ]          |
| Február 27.    | Tik Tok              | Kesha                                                   | [ 9 ]          |
| Március 6.     | Imma Be              | The Black Eyed Peas                                     | [ 10 ]         |
| Március 13.    | Imma Be              | The Black Eyed Peas                                     | [ 11 ]         |
| Március 20.    | Break Your Heart     | Taio Cruz, Ludacris közreműködésével                    | [ 12 ]         |
| Március 27.    | Rude Boy             | Rihanna                                                 | [ 13 ]         |
| Április 3.     | Rude Boy             | Rihanna                                                 | [ 14 ]         |
| Április 10.    | Rude Boy             | Rihanna                                                 | [ 15 ]         |
| Április 17.    | Rude Boy             | Rihanna                                                 | [ 16 ]         |
| Április 24     | Rude Boy             | Rihanna                                                 | [ 17 ]         |
| Május 1.       | Nothin' on You       | B.o.B, Bruno Mars közreműködésével                      | [ 18 ]         |
| Május 8.       | Nothin' on You       | B.o.B, Bruno Mars közreműködésével                      | [ 19 ]         |
| Május 15.      | OMG                  | Usher, will.i.am közreműködésével                       | [ 20 ]         |
| Május 22.      | Not Afraid           | Eminem                                                  | [ 21 ]         |
| Május 29.      | OMG                  | Usher, will.i.am közreműködésével                       | [ 22 ]         |
| Június 5.      | OMG                  | Usher, will.i.am közreműködésével                       | [ 23 ]         |
| Június 12.     | OMG                  | Usher, will.i.am közreműködésével                       | [ 24 ]         |
| Június 19.     | California Gurls     | Katy Perry, Snoop Dogg közreműködésével                 | [ 25 ]         |
| Június 26.     | California Gurls     | Katy Perry, Snoop Dogg közreműködésével                 | [ 26 ]         |
| Július 3.      | California Gurls     | Katy Perry, Snoop Dogg közreműködésével                 | [ 27 ]         |
| Július 10.     | California Gurls     | Katy Perry, Snoop Dogg közreműködésével                 | [ 28 ]         |
| Július 17.     | California Gurls     | Katy Perry, Snoop Dogg közreműködésével                 | [ 29 ]         |
| Július 24.     | California Gurls     | Katy Perry, Snoop Dogg közreműködésével                 | [ 30 ]         |
| Július 31.     | Love the Way You Lie | Eminem, Rihanna közreműködésével                        | [ 31 ]         |
| Augusztus 7.   | Love the Way You Lie | Eminem, Rihanna közreműködésével                        | [ 32 ]         |
| Augusztus 14.  | Love the Way You Lie | Eminem, Rihanna közreműködésével                        | [ 33 ]         |
| Augusztus 21.  | Love the Way You Lie | Eminem, Rihanna közreműködésével                        | [ 34 ]         |
| Augusztus 28.  | Love the Way You Lie | Eminem, Rihanna közreműködésével                        | [ 35 ]         |
| Szeptember 4.  | Love the Way You Lie | Eminem, Rihanna közreműködésével                        | [ 36 ]         |
| Szeptember 11. | Love the Way You Lie | Eminem, Rihanna közreműködésével                        | [ 37 ]         |
| Szeptember 18. | Teenage Dream        | Katy Perry                                              | [ 38 ]         |
| Szeptember 25. | Teenage Dream        | Katy Perry                                              | [ 39 ]         |
| Október 2.     | Just the Way You Are | Bruno Mars                                              | [ 40 ]         |
| Október 9.     | Just the Way You Are | Bruno Mars                                              | [ 41 ]         |
| Október 16.    | Just the Way You Are | Bruno Mars                                              | [ 42 ]         |
| Október 23.    | Just the Way You Are | Bruno Mars                                              | [ 43 ]         |
| Október 30.    | Like a G6            | Far East Movement, The Cataracs és Dev közreműködésével | [ 44 ]         |
| November 6.    | Like a G6            | Far East Movement, The Cataracs és Dev közreműködésével | [ 45 ]         |
| November 13.   | We R Who We R        | Kesha                                                   | [ 46 ]         |
| November 20.   | What's My Name?      | Rihanna featuring Drake                                 | [ 47 ]         |